# Kamil Kalina
Kamil Kalina (* 5. července 1945 Praha) je český vysokoškolský pedagog, psychiatr, adiktolog a psycholog, politik za Občanskou demokratickou stranu, po sametové revoluci československý poslanec Sněmovny národů Federálního shromáždění.

## Biografie
Vystudoval Lékařskou fakultu (1970) i Filozofickou fakultu Univerzity Karlovy (1978, obor psychologie). Specializuje se na psychiatrii, adiktologii a psychoterapii. V roce 2008 se habilitoval na Univerzitě Palackého v oboru klinická psychologie. Od roku 1968 pracoval v oboru klinické a sociální psychiatrie a psychologie. Od konce 80. let se zaměřoval i na problematiku užívání návykových látek. V roce 1991 spoluzakládal nadaci Filia.
Po sametové revoluci se zapojil i do veřejného a politického života. Ve volbách roku 1992 byl zvolen za ODS, respektive za koalici ODS-KDS, do české části Sněmovny národů (volební obvod Praha). Ve Federálním shromáždění setrval do zániku Československa v prosinci 1992.
Od konce roku 1992 byl výkonným viceprezidentem nadace Filia. Patřil signatářům takzvaného vánočního memoranda, které vyzvalo českou vládu ke koncepčnímu přístupu k drogové politice. V roce 1993 byl jmenován prvním národním protidrogovým koordinátorem ČR, byl výkonným místopředsedou Meziresortní protidrogové komise. Do roku 1997 byl vedoucím školy veřejného zdravotnictví IPVZ a náměstkem ministra zdravotnictví ČR. Od roku 1994 rovněž externě spolupracoval s občanským sdružením Sananim. Zde pak po odchodu z politiky pracoval na plný úvazek v letech 1998–2007 jako ředitel pro zdravotní péči a vzdělávání a na dalších vedoucích postech.
V roce 1997 byl přijat do Vojenského a špitálního řádu sv. Lazara Jeruzalémského. Po rozdělení mezinárodní struktury řádu na dvě samostatné větve v roce 2004 se přihlásil k jeho katolické orleánské obedienci, jejímž je rytířem-komturem.
Od února 2007 se opětovně stal národním protidrogovým koordinátorem na Úřadu vlády ČR. Působí jako pedagog na IPVZ, v akreditovaném psychoterapeutickém institutu SUR a dříve také na Fakultě humanitních studií Univerzity Karlovy. Od roku 2005 učí i na 1. lékařské fakultě Univerzity Karlovy, zpočátku jako odborný asistent, od roku 2008 jako docent a zástupce vedoucího Centra adiktologie pro výuku. Jeho manželkou byla výtvarnice Jana Kalinová, která zemřela roku 2004. Měli spolu tři děti. Hlásí se k římskokatolické církvi , a je rytířem-komturem orleánské obedience Vojenského a špitálního řádu sv. Lazara Jeruzalémského, ve kterém byl dlouholetým velitelem Pražské komendy.
Dlouhodobě byl aktivní v komunální politice. V komunálních volbách roku 1998, komunálních volbách roku 2002 a komunálních volbách roku 2006 kandidoval za ODS do Zastupitelstva městské části Praha 6, ale ani jednou neuspěl.

## Dílo
- Kalina, Kamil; Hubálek, Slavomil; Matějček, Zdeněk; Šturma, Jaroslav: Křesťanství a psychologie, 1992, Česká křesťanská akademie, ISBN 80-900615-7-5